# Municipio de Willow Valley
El municipio de Willow Valley (en inglés: Willow Valley Township) es un municipio ubicado en el condado de St. Louis en el estado estadounidense de Minnesota. En el año 2010 tenía una población de 126 habitantes y una densidad poblacional de 1,39 personas por km².

## Geografía
El municipio de Willow Valley se encuentra ubicado en las coordenadas 47°55′43″N 92°55′37″O / 47.92861, -92.92694. Según la Oficina del Censo de los Estados Unidos, el municipio tiene una superficie total de 90.5 km², de la cual 90,49 km² corresponden a tierra firme y (0,01 %) 0,01 km² es agua.

## Demografía
Según el censo de 2010, había 126 personas residiendo en el municipio de Willow Valley. La densidad de población era de 1,39 hab./km². De los 126 habitantes, el municipio de Willow Valley estaba compuesto por el 83,33 % blancos, el 7,94 % eran amerindios, el 0,79 % eran asiáticos, el 2,38 % eran de otras razas y el 5,56 % eran de una mezcla de razas. Del total de la población el 0 % eran hispanos o latinos de cualquier raza.